# Os Supridores
Os Supridores é uma obra de ficção de José Falero publicada em 2020 e posteriormente traduzida para o francês, conta a história de dois jovens periféricos de Porto Alegre. Pedro e Marques trabalham como repositores num supermercado e decidem vender maconha para aumentar a própria renda.
O livro marca a estreia do autor gaúcho nascido e criado na Lomba do Pinheiro. A trama se passa neste e noutros bairros periféricos de Porto Alegre.
Pedro é um trabalhador injuriado com sua condição. Lê livros de autores revolucionários nas viagens de ônibus e adapta fundamentos filosóficos do marxismo para suas conversas cotidianas.